# Япония на зимних Олимпийских играх 1994
Япония принимала участие в Зимних Олимпийских играх 1994 года в Лиллехамере (Норвегия) в пятнадцатый раз за свою историю, и завоевала одну золотую, две серебряные и две бронзовые медали.

## Золото
- Лыжное двоеборье, мужчины — Таканори Коно, Масаси Абэ, Кэндзи Огивара.

## Серебро
- Прыжки с трамплина, мужчины - Дзинъя Нисиката, Таканобу Окабэ, Нориаки Касай, Масахико Харада.
- Лыжное двоеборье, мужчины — Таканори Коно.

## Бронза
- Конькобежный спорт, мужчины, 500 метров — Манабу Хории.
- Конькобежный спорт, женщины, 5000 метров — Хироми Ямамото.